# Charlotte County, Virginia
Charlotte County är ett administrativt område i delstaten Virginia, USA, med 12 586 invånare. Den administrativa huvudorten (county seat) är Charlotte Court House. 

## Geografi
Enligt United States Census Bureau så har countyt en total area på 1 235 km². 1 230 km² av den arean är land och 5 km² är vatten.   

### Angränsande countyn
- Prince Edward County - nord
- Lunenburg County - öst
- Mecklenburg County - sydost
- Halifax County - sydväst
- Campbell County - väst
- Appomattox County - nordväst